# レネ・ロペス
レネ・ロペス（Rene Lopez, 1969年8月6日 - ）
は、ニューヨークを拠点に活動するミュージシャン、シンガーソングライター。
活動音楽ジャンルは、ディスコ、ファンク、エレクトリック・ラテン・ソウル（Electric Latin Soul）。

## 来歴
1969年8月6日、ニューヨーク市生まれ。
母親はイタリア人、父親はプエルトリコ人。
父親のレネ・ロペス・スィニア（Rene Lopez, Sr.）は、ファニア・レコード黄金時代の1970年代にトランペット奏者として活躍したサルサ・ミュージシャンだった。
子供時代にありがちな親への反抗期パターンとして、
レネ・ロペスは、父親の音楽ジャンル（サルサやアフロ・カリビアン・ミュージック）とは別の音楽を追求し、
レッド・ツェッペリンやプリンスといったロック系音楽に傾倒、
特にプリンスの、異なるタイプの音楽を寄せ集め融合させる音楽創作スタイルに大きな影響を受けた。
そうした影響から、自身も、ロックをはじめブラジルのサウンド等、幅広く他ジャンルの音楽にも触れることで、
自身の家系の音楽的ルーツであるアフロ・カリビアン・サウンドをも含めた様々な音楽ジャンルの要素を混ぜ合わせる自分自身の音楽スタイルを形成していった、
と本人は語っている。
1980年代末頃から本格的な音楽活動を開始、
色々なバンドのメンバーとして10数年活動した後、2000年代に入り、
ソロ活動中心の音楽活動を展開。
2014年、
NPRの音楽番組Alt.Latinoは、
レネ・ロペスの楽曲を複数回取り上げ、2014年のお気に入りアーティストの1人として紹介した。

## ディスコグラフィー
ここの項目の主要ソース：

### シングルおよびEP盤
- I Know What I See (2003)
- Johnny Wants to Be a Matador (2009)
- Midnight Love (2013)
- Let's Be Strangers Again (2013)
- Love Has No Mercy (2014)[4]

### フルアルバム
- One Man's Year (2005)
- People Are Just People (2010)
- E.L.S. (2011)
- Paint The Moon Gold (2014)[3][2]